# 저전동
저전동(楮田洞)은 대한민국 전라남도 순천시의 동이다.

## 개요
저전동은 본래 순천군 장평면 지역으로서 1914년 일제의 행정구역 폐합에 따라 장평면의 지막리, 경내리, 저전리, 장명리 일부를 병합 ‘저전리’라 해서 순천면에 편입되었다. 1931년 11월 1일 순천읍에 속했으며, 1949년 8월 15일 지방자치제 시행에 따라 순천부가 순천시로 바뀌고 동제 실시로 저전동이라 하여 현재에 이르고 있다.

## 법정동
- 저전동

## 교육
- 순천남초등학교
- 순천여자고등학교